# Diego-Velázquez-Denkmal

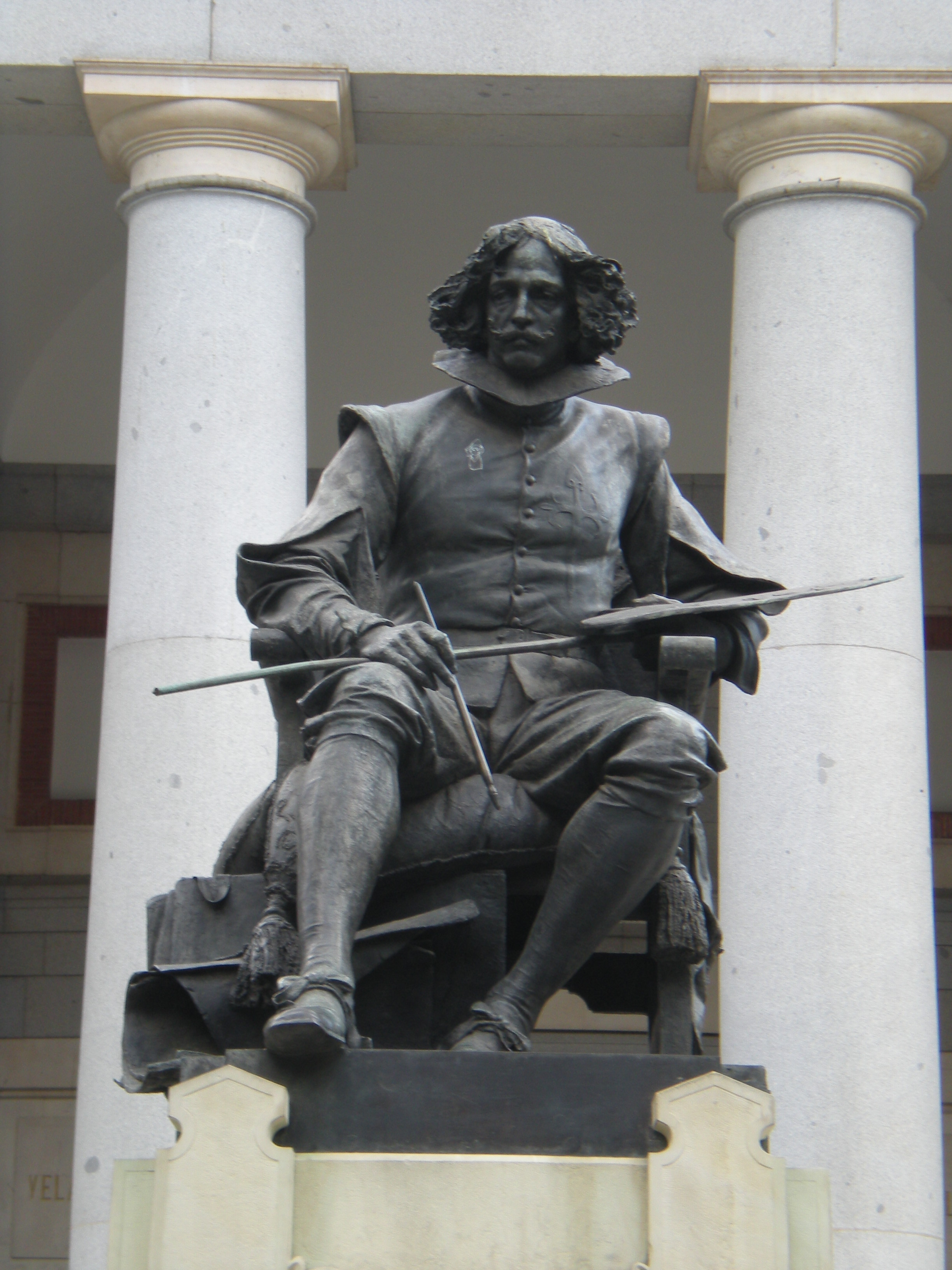
Diego-Velázquez-Denkmal

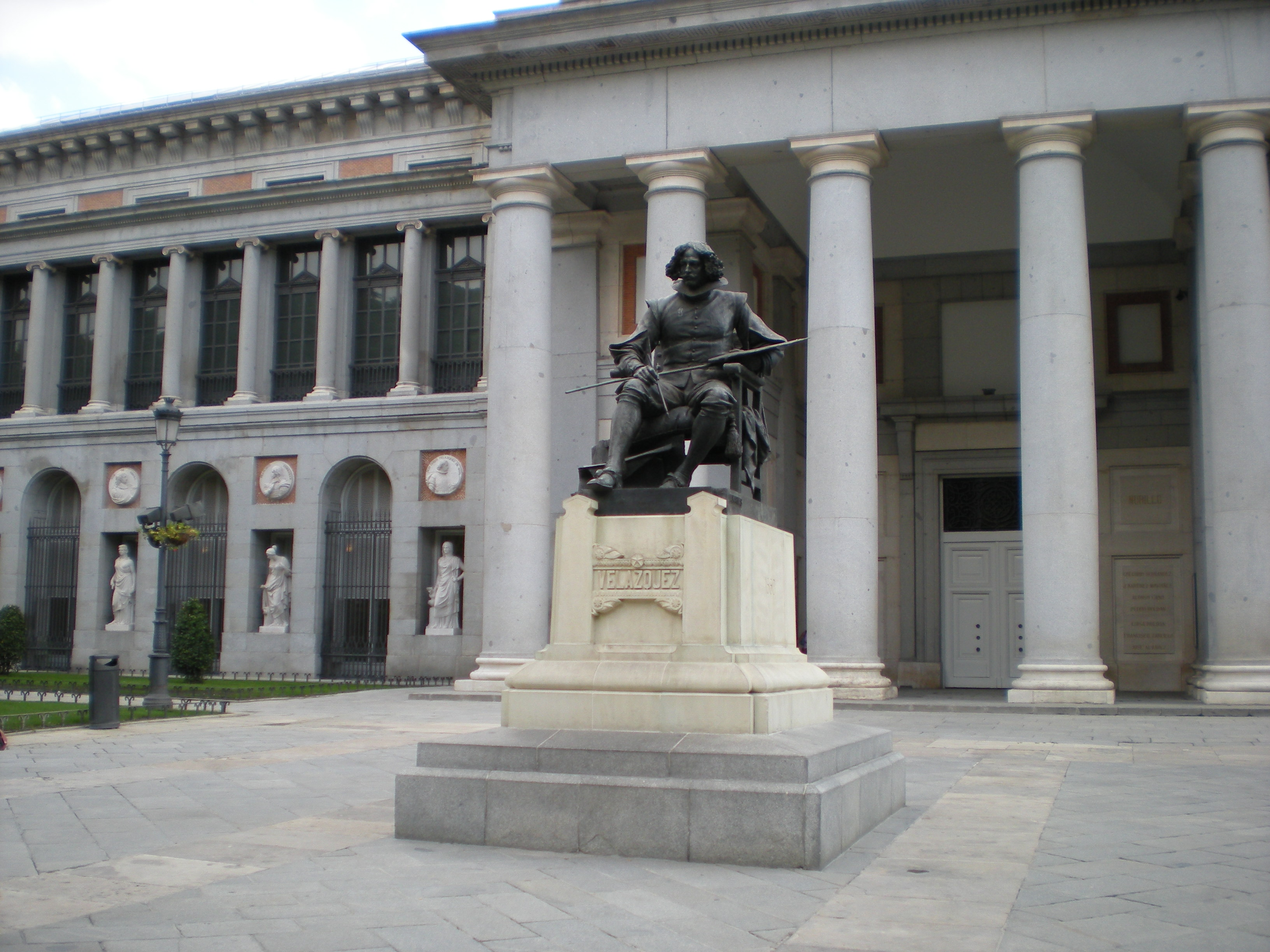
Diego-Velázquez-Denkmal mit dem Prado im Hintergrund

Das Diego-Velázquez-Denkmal ist eine überlebensgroße, von dem Bildhauer Aniceto Marinas geschaffene Bronzefigur des spanischen Barockmalers Diego Velázquez (1599–1660), die sich vor dem Prado in Madrid befindet.

## Geschichte
Das Diego-Velázquez-Denkmal wurde auf Anregung der Organisation Círculo de Bellas Artes geschaffen. Mit der Modellierung wurde der spanische Bildhauer Aniceto Marinas beauftragt. Die Einweihung erfolgte in Anwesenheit von Mitgliedern der Königlichen Familie Spaniens am 14. Juni 1899 zum 300. Jahrestag der Geburt von Diego Velázquez.

## Beschreibung
Die überlebensgroße Bronze-Statue zeigt Velázquez auf einem Stuhl sitzend. In der rechten Hand hält er einen Malpinsel, in der linken eine Farbpalette. Die Haltung der Hände entspricht seinem auf dem Ölgemälde Las Meninas dargestelltem Selbstbildnis. Die Statue befindet sich auf einem ca. 1,90 Meter hohen  Steinsockel. Dieser trägt auf der Vorderseite die Inschrift «Velázquez», auf  der Rückseite «Los Artistas Españoles Por Iniciativa del Círculo de Bellas Artes – 1899».

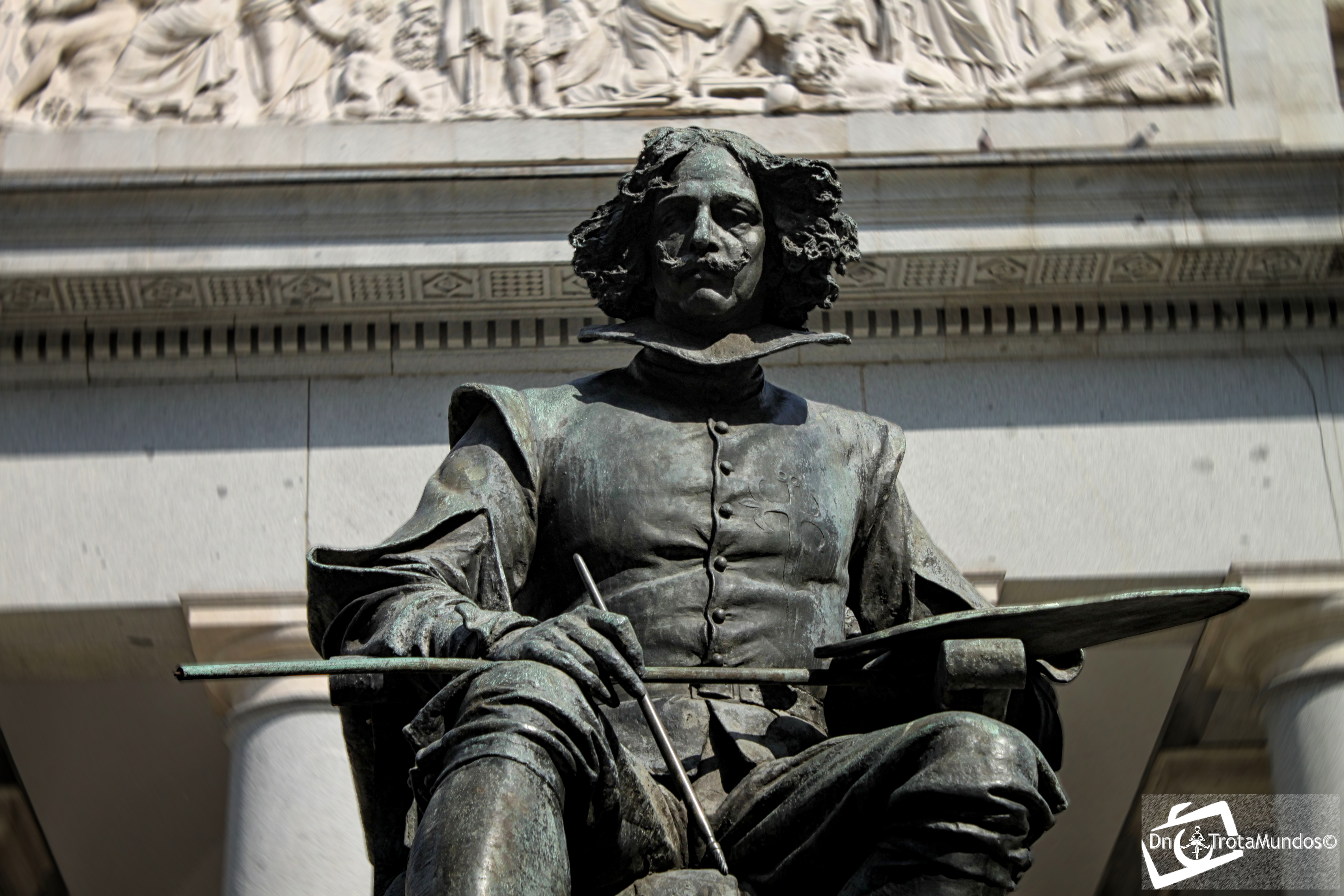
Diego-Velázquez-Denkmal
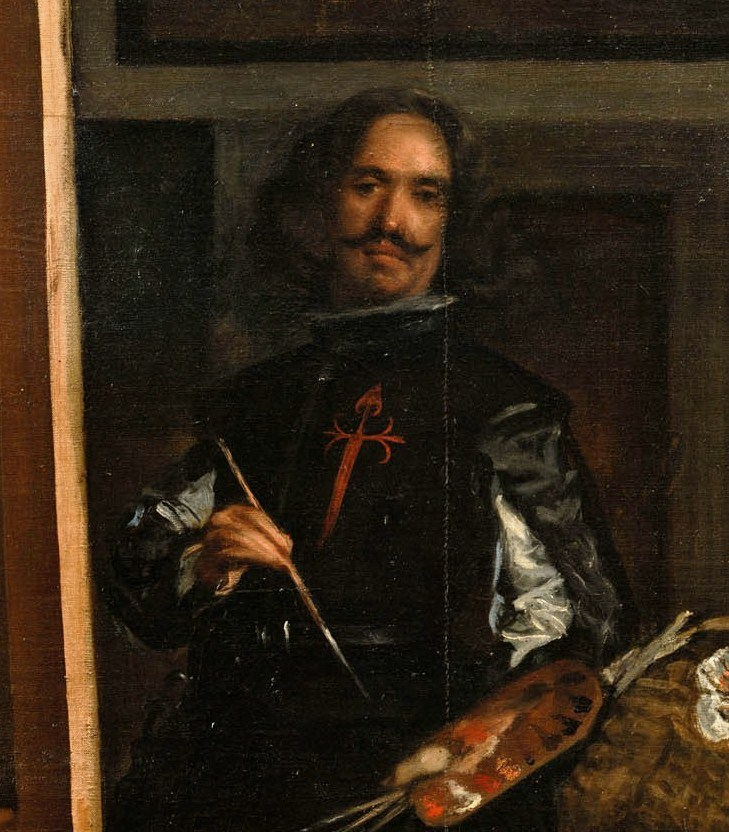
Selbstbildnis von Velázquez im Las Meninas-Gemälde